# Hans-Peter Zenner
Hans-Peter Zenner (* 13. November 1947 in Essen) ist ein deutscher Mediziner.

## Leben
Hans-Peter Zenner erhielt nach dem Medizinstudium in Würzburg, Paris und Mainz 1974 ein Stipendium der Deutschen Forschungsgemeinschaft in Würzburg und habilitierte sich dort 1981 mit Einsatz monoklonaler Antikörper gegen Larynxkarzinomzellen.
Er wurde 1986 zum Professor der Hals-Nasen-Ohren-Klinik der Julius-Maximilians-Universität Würzburg ernannt und folgte 1988 einem Ruf auf den Lehrstuhl für HNO-Heilkunde der Eberhard Karls Universität Tübingen. 2021 übernahm er die Geschäftsführung der Digitineers GmbH & Co. KG, einem Digitalunternehmen zur Entwicklung digitaler Therapeutika (DTx)

## Wirken
Zenner wurde 1987 mit dem Gottfried-Wilhelm-Leibniz-Preis der Deutschen Forschungsgemeinschaft für die Beschreibung des cochleären Verstärkermechanismus ausgezeichnet. Nach seinem Wechsel nach Tübingen begann er zusammen mit Kollegen mit der Entwicklung eines Hörimplantates zum Ausgleich des pathologischen cochleären Verstärkermechanismus und konnte 1998 erste Implantationen durchführen.
Von 2009 bis 2010 war er Präsident der Gesellschaft Deutscher Naturforscher und Ärzte. Zenner war 2011–2021 gewähltes Mitglied des Präsidiums der Deutschen Akademie der Naturforscher Leopoldina.

## Ehrungen und Auszeichnungen
- Gottfried-Wilhelm-Leibniz-Preis der DFG, 1987
- Anton-von-Tröltsch-Preis, Deutsche Gesellschaft für Hals-Nasen-Ohren-Heilkunde
- Ludwig-Haymann-Preis, Deutsche Gesellschaft für Hals-Nasen-Ohren-Heilkunde
- Jacob-Henle-Medaille, Universität Göttingen, 2002
- Mitglied der Deutschen Akademie der Naturforscher Leopoldina – Nationale Akademie der Wissenschaften (seit 1998)[2]
- Offizierskreuz des Verdienstordens der Republik Polen
- Alexander von Humboldt-Medaille der Gesellschaft Deutscher Naturforscher und Ärzte (GDNÄ), 2014